# Chaloenus adbominalis
Chaloenus adbominalis es un coleóptero de la familia Chrysomelidae.
Fue descrita científicamente en 1899 por Jacoby.